# Shōnen-ai

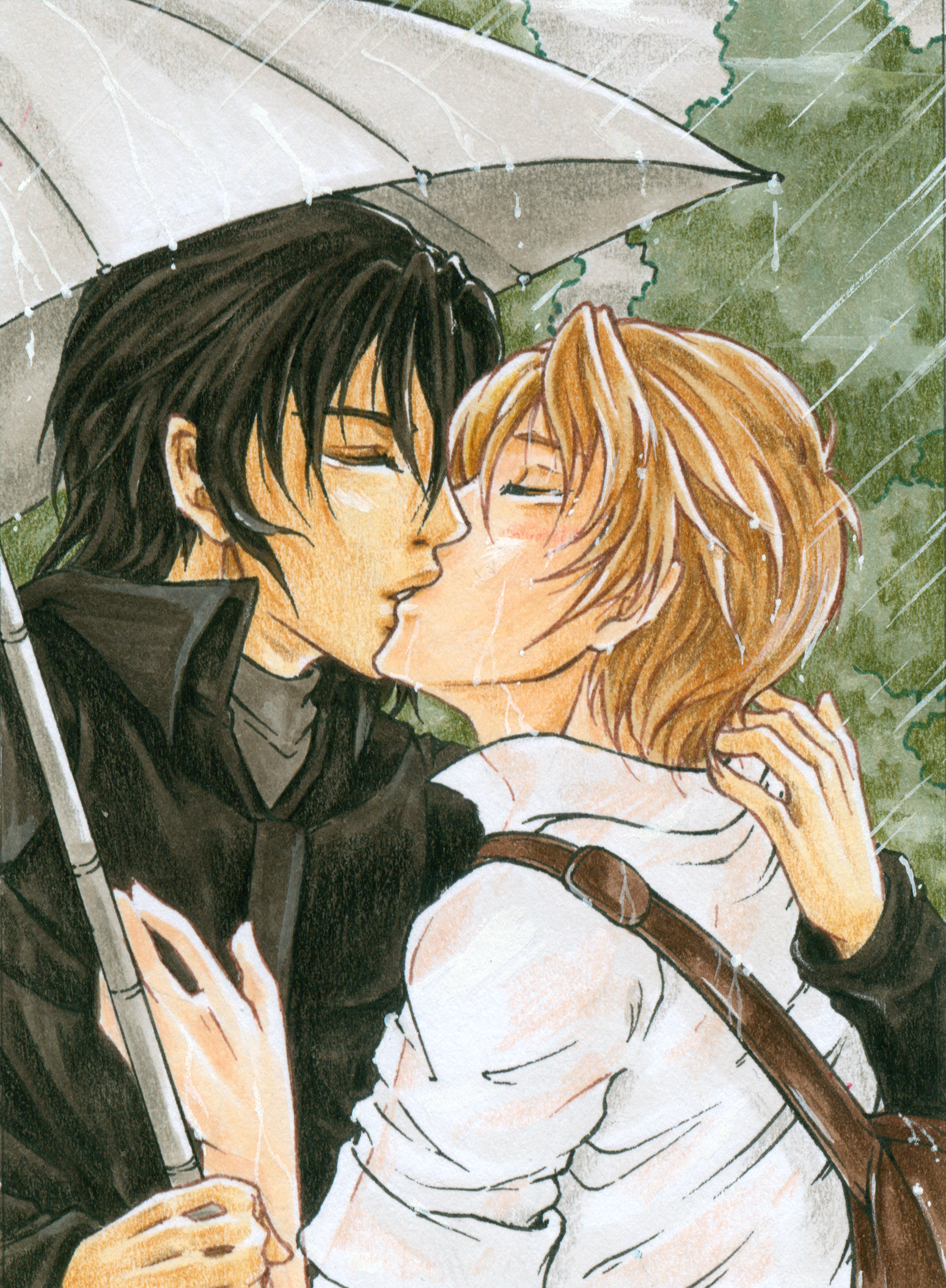
Shōnen-ai

Shōnen-ai (jap. 少年愛; dosł. miłość chłopców) – motyw w mandze bądź anime, który opiera się na miłości między dwójką mężczyzn. Wyrażanie uczuć w shōnen-ai zazwyczaj ogranicza się jedynie do pocałunków, bądź do lekkich aluzji na temat seksu, brak zaś jest scen erotycznych, które występują w yaoi.

## Przykładowe tytuły anime i mangi
- Gravitation
- Loveless
- Yami no matsuei: Ostatni synowie ciemności

## Wydawnictwa w Polsce
- Wydawnictwo Waneko wydaje mangę Yami no Matsuei.
- Anime-Virtual wydało na naszym rynku anime Gravitation.
- Studio JG wydało mangi Liberty Liberty! oraz Vassalord.
- W 2012 r. powstało wydawnictwo Kotori mające na celu wydawanie mang shounen-ai i yaoi.